# Aubignan
Aubignan este o comună în departamentul Vaucluse din sud-estul Franței. În 2009 avea o populație de 4.861 de locuitori.

## Evoluția populației
| An        | 1975  | 1982  | 1990  | 1999  | 2006  | 2009  |
| --------- | ----- | ----- | ----- | ----- | ----- | ----- |
| Populație | 2.126 | 2.230 | 3.347 | 3.837 | 4.498 | 4.861 |